# Hashimitsu Shiro
Shiro Hashimitsu (sinh ngày 28 tháng 12 năm 1972) là một cầu thủ bóng đá người Nhật Bản.

## Sự nghiệp câu lạc bộ
Shiro Hashimitsu đã từng chơi cho Sanfrecce Hiroshima.